# Englische Armada
Die Englische Armada war eine Flotte von Kriegsschiffen unter der Leitung von Admiral Sir Francis Drake und General Sir John Norreys, die von der englischen Königin Elisabeth I. im Jahre 1589 vor dem Hintergrund des Englisch-Spanischen Krieges (1585–1604) an die iberische Küste geschickt wurde. Ein Jahr zuvor war die spanische Invasion Englands gescheitert.
Während der Unternehmung sollten spanische Kriegsschiffe aufgespürt und versenkt, die portugiesischen Rebellen in Lissabon unterstützt und die Azoren erobert werden. Die Unternehmung endete in hohen Verlusten für die englische Seite ohne ihre gesetzten Ziele wirklich zu erreichen. Spanien unter König Philipp II. und Philipp III. konnte seine Seemacht spätestens nach dem Vertrag von London wieder ausbauen.

## Verlauf
An der Finanzierung der Unternehmung beteiligte sich Königin Elisabeth mit einem Viertel.
Die Flotte startete von Plymouth aus. Zu ihr zählten sechs Schiffe der Royal Navy, nämlich die Revenge, die Nonpareil, die Foresight, die Dreadnought, die Swiftsure und die Earl of Essex, 77 bewaffnete Handelsschiffe und 60 niederländische Vlieboote. An Bord waren 3.300 englische und 900 holländische Seeleute, ferner 11.000 Soldaten, darunter etwa 1.000 Freiwillige.
Ursprünglich sollte Santander angegriffen werden, wo Teile der Spanischen Flotte repariert wurden, doch Drake entschied sich, La Coruña anzugreifen. Norreys eroberte die Unterstadt. Drake zerstörte 14 spanische Handelsschiffe. Die Belagerung der Altstadt scheiterte am Widerstand der kleinen Garnison und vor allem am Widerstand der Bürger von La Coruña, nicht zuletzt der Frauen. Teile der Flotte entschieden sich zur Umkehr. Die reduzierte Flotte segelte nach Puente de Burgos.
Um Lissabon von der Landseite aus anzugreifen, wurden Truppen bei Peniche an Land gesetzt. Drakes Flotte erreichte Lissabon nicht, so dass die Artillerie-Unterstützung ausblieb. Die Spanier waren inzwischen über die englischen Aktivitäten informiert und hatten Lissabon für die Belagerung vorbereitet. Die erhoffte Revolte in der Stadt blieb aus. Lissabon wurde von den Spaniern erfolgreich verteidigt.
Drake griff die Insel Porto Santo in der Inselgruppe Madeira an und plünderte sie.